# Ursus (pontone-gru)

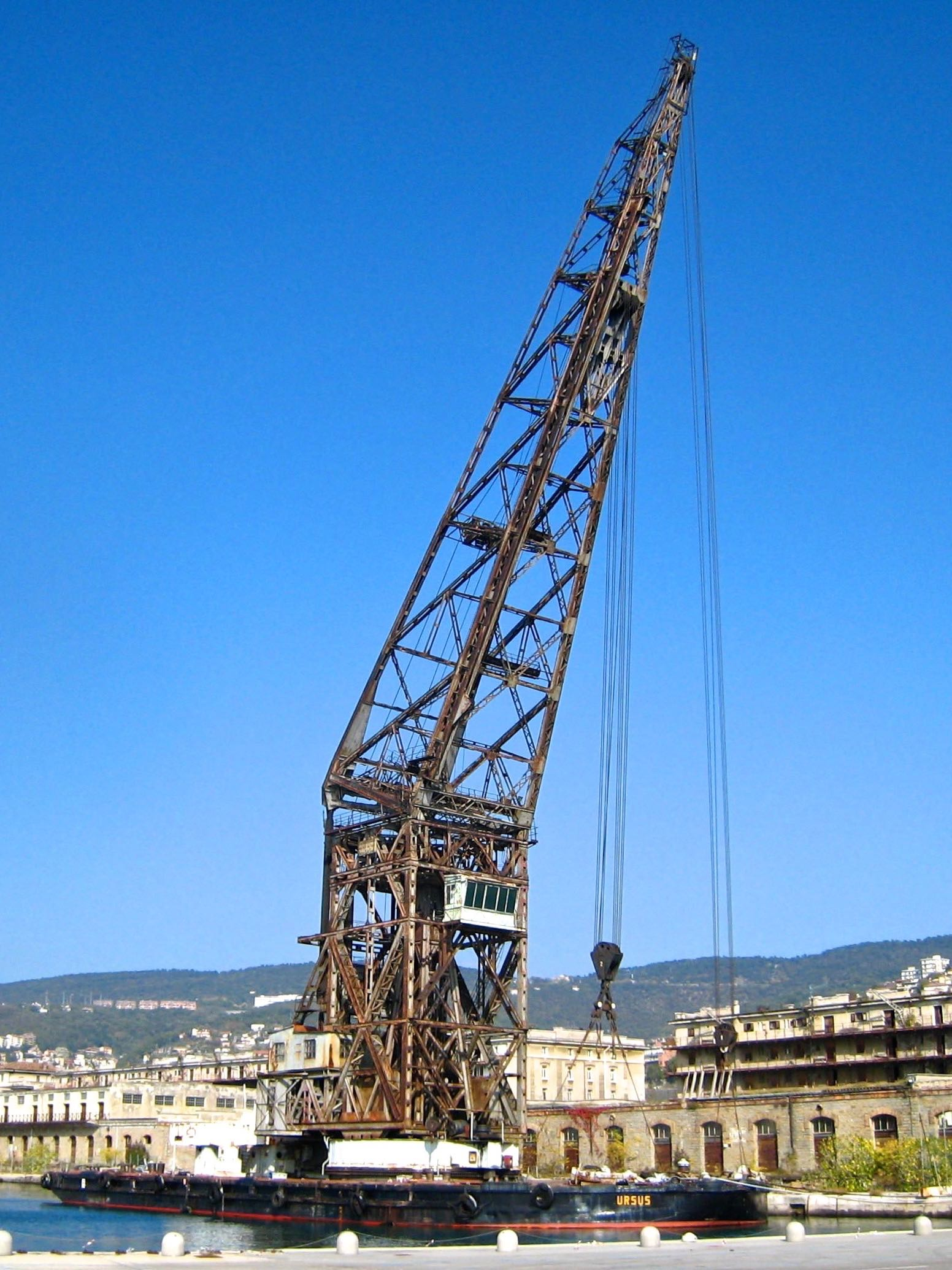
L'Ursus ormeggiato nel porto vecchio di Trieste

L' Ursus è un pontone-gru varato nel 1914, ma completato nel 1931, dichiarato poi Bene di interesse culturale come pezzo di archeologia industriale della città di Trieste. Strutturalmente il complesso è costituito da un pontone con propulsione propria sul quale è montata una grossa gru composta da una torre girevole sulla quale è incernierato un braccio inclinabile.

## Storia
Nel 1911, quando Trieste faceva ancora parte dell'Impero Austro-Ungarico, si iniziò a pensare ad una gru galleggiante al servizio dei cantieri navali. L'impostazione dello scafo del pontone avvenne nell'aprile del 1913 presso lo Stabilimento Tecnico Triestino ed il varo nel gennaio del 1914.
Lo scoppio della prima guerra mondiale il 28 luglio 1914 bloccò il completamento della costruzione, ed il pontone rimase così un guscio vuoto, privo sia dei motori di propulsione che della struttura di sollevamento dei carichi. Le dimensioni dello scafo erano di 53,67 m di lunghezza fuori tutto, di 23,95 m di larghezza e di 4,00 m di altezza, a chiglia piatta. Il pontone fu usato così come semplice deposito di materiali, anche quando Trieste passò al Regno d'Italia. 
Soltanto nel 1925 si decise di completare la costruzione sia al servizio dei cantieri navali che per l'imbarco di pesanti carichi per il porto, installando l'apparato di propulsione e molto più tardi la struttura di sollevamento. La gru fu costruita dall'Officina Ponti e Gru di Trieste, e il pontone fu completato nel dicembre del 1931 presso i Cantieri Riuniti dell'Adriatico di Trieste. La gru è formata da un traliccio di profili chiodati ed è alta 75 m nella sua massima estensione verticale del braccio. Porta tre ganci di portate differenti per il sollevamento dei carichi: uno da 50 t all'estremità del braccio, uno da 150 t a circa due terzi del braccio, e uno da 10 t scorrevole lungo la parte inferiore del braccio.
Il primo compito dell'Ursus fu l'imbarco sul transatlantico Conte di Savoia, in costruzione presso il Cantiere San Marco di Trieste, degli apparati giroscopici  di stabilizzazione costruiti dalla Sperry, da 150 t ciascuno, e dei motori di propulsione. Continuò quindi ad operare per lunghi anni al servizio dei cantieri navali, per l'imbarco di pesanti carichi sulle navi del porto e per l'esecuzione di opere marittime in mare o sul fronte mare.
Verso la fine della seconda guerra mondiale, nel maggio del 1945, durante il periodo di occupazione delle truppe titine a Trieste, l'Ursus fu oggetto di un tentativo di trafugamento con tentativo di trasferirlo nell'area di giurisdizione jugoslava. Giunto già al largo di Salvore fu intercettato da una cannoniera inglese e costretto a rientrare a Trieste.
Nel secondo dopoguerra l'Ursus fu impiegato anche per la rimozione dei relitti di nave e delle reti antisommergibile dal golfo di Trieste.

## Storia recente
- nel 1975 l'Ursus fu sottoposto ad importanti lavori di manutenzione, tra i quali la sostituzione dei motori originali del 1925 con altri nuovi più potenti e meno pesanti.
- smise di operare nel 1994, e nel 1997 fu cancellato dai ruoli.
- nel 2004 venne donato dalla Fincantieri alla Guardia Costiera Ausiliaria del Friuli Venezia Giulia per la sua conservazione e valorizzazione, salvandolo così dalla demolizione.
- nel 2011 l'Ursus è stato dichiarato Bene di interesse culturale.[1]
- nel 2014 lo scafo ha superato il secolo di vita.
- nel 2018 la proprietà è passata all'Autorità portuale di Trieste.
- nel 2024 è stato alato presso lo stabilimento "Cartubi" di Trieste e posto su una fondazione in calcestruzzo armato.

## Curiosità
L'Ursus, durante gli ultimi anni, ha "tentato la fuga" un paio di volte. Sospinto dalle correnti e dalla forte bora, ha rotto gli ormeggi, prendendo il largo, prima di essere nuovamente recuperato.